# George Chigova
George Chigova (Harare, Zimbabue, 4 de marzo de 1991-15 de noviembre de 2023) fue un futbolista zimbabuense que jugó en la posición de guardameta.

## Carrera

### Club
| Periodo   | Club              |
| --------- | ----------------- |
| 2010–2012 | Gunners FC        |
| 2012–2014 | Dynamos FC        |
| 2014–2015 | SuperSport United |
| 2015–2020 | Polokwane City FC |
| 2020–2023 | SuperSport United |

### Selección nacional
Jugó para Zimbabue en 32 ocasiones de 2011 a 2019, ganó en dos ocasiones la Copa COSAFA y participó en el Campeonato Africano de Naciones 2014 y en la Copa Africana de Naciones 2019.

## Muerte
Chigova murió de un infarto en su casa el 15 de noviembre de 2023 a los 32 años. Ya había sufrido un infarto cuando entrenaba con su equipo SuperSport en julio de 2023. Según reportes, ya había sido diagnosticado con una enfermedad cardíaca que lo había alejado del deporte.

## Logros

### Club
- Liga Premier de Zimbabue (2): 2012, 2013
- Copa de Zimbabue (1): 2012
- Trofeo Independencia de Zimbabue (1): 2013
- Copa de la Liga de Sudáfrica (1): 2014

### Selección nacional
- COSAFA Cup (2): 2017, 2018